# Francesco Giordani (fotografo)
Francesco Giordani (Roma, 1908 – Roma, 1991) è stato un fotografo italiano.

## Biografia
È stato fotografo per la Santa Sede dal 1930 al 1977.
Dal marzo 1938 è redattore de L'Osservatore Romano e nel 1942 viene nominato fotocronista. Nel 1977 va in pensione e nel 1978 chiude la società Foto Attualità Giordani di cui è titolare e il suo relativo studio.
Nel 1985 è stato insignito del titolo di Commendatore.

## Attività
Negli anni ‘30 il fotografo Francesco Giordani inizia la sua carriera di fotografo parallelamente all'attività nel suo negozio di souvenir, arte sacra e sviluppo e stampa chiamata “La Vaticana”, che ha sede in Borgo Vittorio, a Via di Porta Angelica 55-57 vicinissima quindi alla Porta di Sant’Anna, uno degli ingressi alla Città del Vaticano. Inizia lavorando dapprima in ambienti ecclesiastici (parrocchie, istituti, prestigiosi collegi della Capitale...) e poi viene chiamato a ritrarre in rare immagini il Santo Padre Pio XI; da questa iniziativa personale nasce così il Servizio Fotografico dell'Osservatore Romano e il suo studio viene utilizzato come “servizio fotografico” del giornale ufficiale del Vaticano, L'Osservatore Romano. Per questo incarico ottiene il titolo di “Fotografo Pontificio”. 
Nel 1942 (con lettera del Card. Maglione del 10 aprile 1942, n. 48341) Francesco Giordani viene nominato fotocronista de L'Osservatore Romano con decorrenza dal 1º gennaio dello stesso anno, con un contratto a termine per un anno da rinnovarsi tacitamente e provvisto di un assegno mensile di L. 500, senza però le ritenute per la pensione, il servizio sanitario ecc. In questo modo praticamente il Giordani diventa un dipendente del Vaticano; tale contratto viene prorogato via via negli anni successivi con graduali aumenti della retribuzione.
Oltre all'assegno fisso, il contratto prevedeva che Giordani avrebbe potuto vendere a terzi e a proprio profitto copie delle foto consegnate.
Tra i vari dipendenti del fotografo Giordani, dagli anni '60 si mette in evidenza il giovane Arturo Mari, per i molti servizi effettuati sia in Vaticano, sia al seguito di Sua Santità Paolo VI nei suoi viaggi in Italia e all'estero.
Il 28 febbraio 1977 il Commendator Francesco Giordani va in pensione (come dipendente del giornale della Santa Sede) e cessa anche la sua attività; tenta allora di affidare ad altri il suo studio, ma, vista la difficoltà di farlo, lascia al Vaticano l'archivio raccolto in tutti questi anni e conservato fino ad allora nel suo studio; non senza difficoltà, tutto il materiale dello studio Giordani il tutto viene trasportato in Vaticano e allocato presso l'APSA.
Nello stesso periodo, marzo 1977, viene affidato ad Arturo Mari l'incarico di costituire il Servizio Fotografico all'interno del Vaticano. Lo Studio Fotografico “Giordani” può essere considerato a buon diritto l'anticipatore del Servizio Fotografico attuale, il suo progenitore naturale.

## Il Fondo Giordani
Nel 2008 il servizio fotografico del quotidiano della Santa Sede L'Osservatore Romano ha deciso di mettere a disposizione del pubblico i Quaderni Giordani un catalogo elettronico che permette di localizzare e richiedere immagini che compongono il Fondo Giordani.
Il Fondo Giordani è la raccolta di mezzo milione di fotografie conservate su vari sistemi (lastre di vetro, negativi ecc.) e costituisce la “base storica” del Servizio Fotografico. Le foto furono scattate da Francesco Giordani tra il 1930 e il 1977, anno in cui venne fondato il laboratorio interno al Vaticano, e furono donate al Papa quando andò in pensione.
Questo prezioso materiale che il fotografo aveva custodito e catalogato nel laboratorio fotografico, della ditta di cui era titolare (Foto Attualità Giordani), si completa con i suoi "Quaderni". In questi il fotografo annotava con precisione e ordine gli eventi corrispondenti alle immagini, con il numero di cassa in cui erano conservati i negativi. Oltre a questa catalogazione cronologica, ogni anno Giordani compilava un quaderno annotando gli avvenimenti per ordine alfabetico.
Questo materiale di catalogazione è diventato nel 2008 un documento elettronico di 367 pagine grazie all'opera del servizio fotografico de L'Osservatore Romano che lo ha nominato Quaderni Giordani e permette di poter identificare le foto del Fondo Giordani. L'eterogeneità del contenuto e del suo supporto, il sistema di archivio originario e i vari trasferimenti hanno portato alla perdita di piccole parti del fondo, anche se si calcola che sia localizzabile tra le fotografie il 95% dell'elenco apportato dal documento elettronico.
La quantità di dati del volume elettronico a disposizione del pubblico è ingente e permette ricerche molto varie: ad esempio, i Sommi Pontefici Pio XI, Pio XII, Giovanni XXIII, Paolo VI e i viaggi di questo nel mondo, Cardinali, Vescovi, sacerdoti, religiose, superiori, personaggi storici - Mussolini, Marconi, De Gasperi e sovrani di moltissime Nazioni -, politici, istituti religiosi e accademici con la loro attività, università pontificie, visite papali alle parrocchie romane, Guardia Svizzera, immagini di cronaca cittadina, La Pietà imballata per l'Expo di New York, ecc.. Dei protagonisti delle immagini, anche se non erano famosi, si è conservato il registro del nome, anche se a volte per approssimazione.
Il Fondo Giordani è una delle quattro parti che compongono l'archivio fotografico dell’Osservatore Romano in Vaticano. Le altre due sezioni sono Il Fondo Giovanni Paolo II che contiene tutti gli scatti del Pontificato polacco, e il più recente Fondo Benedetto XVI con tutte le immagini del Pontificato di Benedetto XVI dal 19 aprile 2005 ad oggi.

## Curiosità
Nel 1940 Francesco Giordani ed Andrea Lazzarini de "L'Osservatore Romano", dopo aver costituito la società di produzione cinematografica Arbor Film di cui Giordani era l'amministratore, chiesero alla Postulazione della Causa di Beatificazione e Canonizzazione di Papa Pio X i permessi necessari per preparare un film sul Venerabile Pontefice.
La Postulazione, pur elogiando l'iniziativa, rispose che finché era in corso la Causa non si sarebbe dovuto parlare del film. Intanto si limitava ad approvare il soggetto del film steso dello scrittore veneto Giuseppe De Mori. Purtroppo questa idea fu abbandonata e ripresa solo nel 1952 dalla casa di produzione Cinelia San Marco Film S.p.a. che realizzò il film Gli uomini non guardano il cielo di Umberto Scarpelli.

## Pubblicazioni (parziale)
- Pio XII, un grande Papa. Opus iustitiae pax. Autore Igino Giordani illustrato da Francesco Giordani, ed. Società Editrice Internazionale, Torino 1961
- Il Vaticano. Autore Francesco Giordani, “Foto Edizioni Artistiche – Giordani”, stampato in Vaticano, 1961